# Hamburger Verfahren
Das Hamburger Verfahren (auch BP Chemicals Pyrolysis Process) ist ein Verfahren der Wirbelschichtpyrolyse zum chemischen Recycling von Kunststoffen, Biomaterialien und ähnlichen Materialien. Es wurde seit den 1970er Jahren an der Universität Hamburg von den Professoren Hansjörg Sinn und Walter Kaminsky entwickelt. Ziel ist die Gewinnung wertvoller Produkte, die als Ausgangsstoffe in der chemischen oder petrochemischen Industrie eingesetzt werden können. Dabei wird der Kunststoff in einem Wirbelschichtreaktor bei Temperaturen zwischen 300 °C und 900 °C unter Sauerstoffausschluss zersetzt.

## Einsatzmaterialien
Das Hamburger Verfahren dient in erster Linie zum Recycling von Kunststoffen. Es können jedoch auch Holz, Stroh, Bambus, Klärschlamm, Ölschiefer oder Tankerrückstände eingesetzt werden.

### Kunststoffe
Es können sowohl Reinkunststoffe als auch Kunststoffgemische, wie sie z. B. im Hausmüll vorkommen, pyrolysiert werden. Dabei eignen sich reine Kunststoffe wie Polymethylmethacrylat (PMMA), Polytetrafluorethylen (PTFE) oder Polystyrol (PS) zur Rückgewinnung von Monomeren (Umkehrung der Polymerisation). Durch die Pyrolyse von PMMA bei 450 °C und PTFE zwischen 600 °C und 650 °C können weit über 90 % des Monomers zurückgewonnen werden. Da PMMA ein Massenkunststoff ist und das resultierende Monomer Methylmethacrylat (MMA) relativ teuer ist, kann das Hamburger Verfahren hier kostendeckend arbeiten. PTFE fällt nur in geringen Mengen als Abfallstoff an, was eine ökonomische Verwertung schwierig macht. Styrol, das zu etwa 75 % aus PS bei 520 °C zurückgewonnen werden kann, ist ein billiger Rohstoff, so dass auch hier eine kostendeckende Verwertung schwer zu erreichen ist.
Bei Polyolefinen, wie Polyethylen (PE) oder Polypropylen (PP), ist die Rückgewinnung der Monomere nur in begrenztem Umfang möglich. Zwar entstehen bei der Pyrolyse von Polyolefinen immer auch die Monomere Ethylen und Propylen, aber je nach Temperaturbereich werden andere Produkte bevorzugt. Im niederen Temperaturbereich (400 °C – 600 °C) entstehen hauptsächlich Wachse. Dagegen werden bei höheren Temperaturen (ca. 750 °C) die Ketten weiter zersetzt und Aromaten wie Benzol, Toluol und Xylole gebildet.
Die Verwendung von Kunststoffgemischen führt immer zu einem uneinheitlichen Produktgemisch. Problematisch sind dabei Kunststoffe, wie Polyvinylchlorid (PVC) oder Polyester, die korrosive und sublime Produkte bilden können, die in der Lage sind die Anlage zu schädigen.

### Andere Einsatzmaterialien
Biomaterialien sind ein weiteres mögliches Eintragsgut. Dabei wird bei einer Temperatur um die 475 °C die höchste Ölausbeute erzielt. Neben einem stark wasserhaltigem Öl fallen immer zwischen 10 % und 40 % Holzkohle an. Das Öl enthält neben vielen phenolischen Produkten eine Reihe von Aromastoffen. Dieses Öl wird heute vielfach als Raucharoma (Flüssigrauch) eingesetzt, da es im Gegensatz zum klassischen Räuchern keine polykondensierten Aromaten enthält, die als krebserzeugend gelten.
Die Wirbelschichtpyrolyse kann auch zur Trennung von anorganischen und organischen Stoffen durchgeführt werden. Dabei lässt sich z. B. im Fall von Ölschiefer Öl und Gestein trennen.

## Technische Durchführung
Das Hamburger Verfahren ist eine kontinuierlich arbeitende Wirbelschichtpyrolyse. Dabei wird ein Wirbelgut von unten durch eine poröse Platte (Wirbelboden) aufgewirbelt (fluidisiert). Als Wirbelgut dient dabei meist Quarzsand. Es können jedoch auch katalytisch aktive Materialien, z. B. Zeolithe, verwendet werden, wenn sie eine ausreichende thermische Stabilität und Härte besitzen. Als Wirbelgas wird Stickstoff oder Pyrolysegas (Gas, das bei der Pyrolyse entsteht und nach der Abscheidung kondensierbarer Produkte wieder zurück in den Reaktor geführt wird – Kreisbetrieb) verwendet. Es kann jedoch auch Wasserdampf als Wirbelgas dienen, was zu einer leichten Oxidation der Produkte führt. Die Verwendung von Sauerstoff ist ausgeschlossen, da es sich um eine Pyrolyse und keine Verbrennung handelt. Daher erfolgt auch die Beheizung indirekt durch Brenner oder elektrisch. Die Pyrolyseprodukte werden nicht mit Verbrennungsprodukten vermischt.
Charakteristisch ist die Verwendung eines Doppelschneckeneintrags für das zu pyrolysierende Material. Die erste Schnecke dient der Dosierung, während die zweite Schnecke das Material direkt in die heiße Wirbelschicht befördert und die Zersetzung augenblicklich stattfindet (Flash-Pyrolyse). Die Reaktionszeit bewegt sich dabei im Bereich weniger Sekunden. Nach der Pyrolyse werden die Produkte in mehreren Schritten abgekühlt und abgeschieden.

## Anwendungsbeispiele
In Grangemouth (Schottland) wird seit 1998 von der BP eine Anlage betrieben, die im Laufe der Zeit auf 25.000 t/a erweitert wurde. Sie wird mit lokalem Plastikmüll bei einer Temperatur zwischen 400 °C und 450 °C betrieben.
Von 1984 bis 1988 war eine Demonstrationsanlage zur Pyrolyse von Kunststoffabfällen und Reifen in Ebenhausen in Betrieb. Von 1984 bis 1989 war ebenfalls eine Anlage zur Reifenpyrolyse in der DDR in Betrieb.